# Proagonistes oldroydi
Proagonistes oldroydi là một loài ruồi trong họ Asilidae. Proagonistes oldroydi được Tsacas & Menier miêu tả năm 1979. Loài này phân bố ở vùng nhiệt đới châu Phi.